# (1096) Reunerta
(1096) Reunerta és un asteroide que forma part del cinturó d'asteroides i va ser descobert el 21 de juliol de 1928 per Harry Edwin Wood des de l'observatori Unió de Johannesburg, República Sudafricana.
Inicialment va rebre la designació de 1928 OB. Posteriorment es va anomenar en honor d'un amic del descobridor.
Reunerta està situat a una distància mitjana del Sol de 2,602 ua, podent acostar-s'hi fins a 2,1 ua. Té una inclinació orbital de 9,471° i una excentricitat de 0,1929. Triga a completar una òrbita al voltant del Sol 1533 dies.